# Abborrtjärnen (Boda socken, Dalarna)
Abborrtjärnen är en sjö i Rättviks kommun i Dalarna som ingår i Dalälvens huvudavrinningsområde.